# ویلامووا
ویلامووا (به لاتین: Wilamowa) یک روستا در لهستان است که در گمینا پاچکوو واقع شده‌است. ویلامووا ۳۷۰ نفر جمعیت دارد.